# Adam Pastor

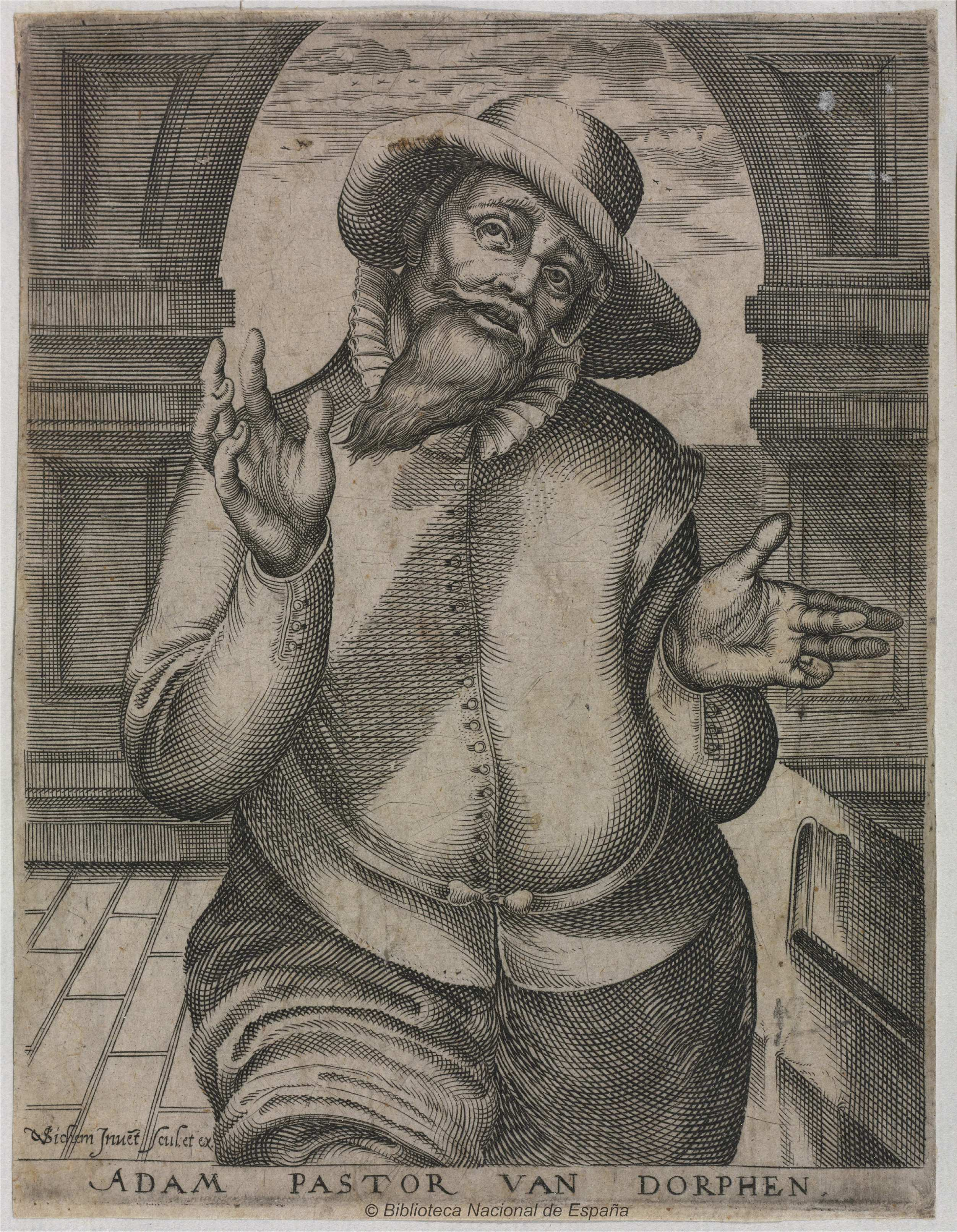
Adam Pastor: Stich aus dem 17. Jahrhundert

Adam Pastor (eigentlich Rudolf Martens; * nach 1500 in Dörpen (Emsland); † nach 1560 in Überwasser) war ein antitrinitarischer Täufer und eine führende Figur der norddeutschen Mennoniten im 16. Jahrhundert.

## Leben und Wirken
Adam Pastor wurde zwischen 1500 und 1510 im emsländischen Dörpen geboren. Nach einer Ausbildung zum katholischen Pfarrer trat er im Jahr 1531 eine Pfarrstelle in Aschendorf im Emsland an. Wahrscheinlich unter dem Einfluss Jan Matthys schloss sich Pastor kurze Zeit später der reformatorischen Täuferbewegung an. Nach dem Scheitern der militanten Täufer von Münster trat Pastor den Täufern um Menno Simons und Dirk Philips bei, die im Sinne der Stäbler bewusst pazifistische Positionen vertraten. Starke Kritik übte Pastor an den messianischen Gedanken des niederländischen Täuferführers David Joris.
Bereits 1542 wurde Pastor zu einem von fünf neuen mennonitischen Leitern berufen. Pastor stand jedoch bald in Opposition zu Dirk Philips. Anders als Philips vertrat Pastor zunehmend antitrinitarische Positionen und lehnte einen allzu strikten Gemeindebann ab. Nach den 1547 in Emden (Ostfriesland) und Goch (Niederrhein) abgehaltenen Täufersynoden, wurde Pastor schließlich von Dirk Philips gebannt. Philips Bann war jedoch umstritten, so dass Pastor seine Aktivitäten weiter fortsetzte. Es bildete sich die Partei der nach ihm benannten Adamieten. Eine Disputation mit anderen mennonitischen Führern 1552 in Lübeck brachte keine Einigung und so wurde Pastor letztendlich ganz ausgeschlossen.
In seiner nach 1552 herausgegebenen Schrift Underscheit tusschen rechte Leer unde valsche Leer prangerte Pastor die Machenschaften des Katholizismus und des nach Davis Joris genannten Davidjorismus an. Pastor starb zwischen 1560 und 1570. Sein Todesort ist nicht exakt bekannt. Es könnte sich um Emden oder Münster handeln.

## Schriften
- Underscheit tusschen rechte Leer unde valsche Leer, nach 1552